# Cora d'Antenor
La Cora d'Antenor (en grec antic: Κόρη του Αντήνορος, Filla d'Antenoros) és una antiga estàtua grega representativa del període arcaic esculpida en marbre de Paros que es trobà entre les ruïnes de l'Acròpoli d'Atenes, molt prop del Moscòfor. Ara s'exposa al Museu de l'Acròpoli.

## Descripció
És l'estàtua més gran, quant a alçada, de les trobades a l'Acròpoli d'Atenes, segurament exposada com un regal per a la dea Atena. Representa una jove musculosa amb el peu lleument avançat a la dreta. Vesteix un quitó i porta damunt un himatió, una espècie de mantell o xal.
Duu un braçalet verd tallat al braç esquerre, que sembla estar connectat al penjoll del quitó. Dues ratlles vermelles i verdes decoraven la vora inferior de l'himatió. El cabell n'és prou llis, tot i que al front s'albira un serrell dissenyat amb rínxols. La diadema que porta té restes d'una decoració serpentejant pintada.
Té els ulls i la boca horitzontals, amb el característic somriure arcaic. Les parpelles inferiors són rectes, mentre que en la part superior estan arquejades seguint l'estil àtic, com la forma de la cara i les orelles. Té el mentó sòlid i quadrat. Les espatles són amples, mentre que la part inferior manca de profunditat; tots dos braços estan inusualment separats del cos i el braç esquerre no està modelat, sinó que s'uneix a la resta de l'estàtua.

## Interpretació
L'anàlisi de l'estàtua en situa la creació l'any 525 ae, potser per la mateixa època que el koúros d'Anàvissos. En aquells anys, Atenes vivia sota la tirania de Pisístrat, etapa en què els artistes gaudiren de freqüents encàrrecs, tant per a la ciutat com per a col·leccionistes particulars i càrrecs públics.
Les troballes en l'excavació inclogueren també fragments d'una base sobre la qual s'alçava l'estàtua, realitzada en marbre pentèlic en forma de capitell d'un pilar. Tot això deixava entreveure, per a Franz Studniczka, que estàtua i base estaven unides, tot i que hi ha hagut posteriors discrepàncies.